# Новоямишево
Новоями́шево (каз. Новоямышево) — село у складі Павлодарського району Павлодарської області Казахстану. Адміністративний центр Кенеського сільського округу.
Населення — 1865 осіб (2021; 1718 у 2009, 1673 у 1999, 1855 у 1989).
Національний склад станом на 1989 рік:
- німці — 55 %
- росіяни — 26 %